# Saronno
Saronno – miejscowość i gmina we Włoszech, w regionie Lombardia, w prowincji Varese.
Według danych na rok 2004 gminę zamieszkiwało 36 805 osób, 3680,5 os./km².
Z Saronno pochodzi, Laura Frigo, włoska siatkarka.